# Studio Herman Teirlinck
Le Studio Herman Teirlinck est le nom de l'école flamande de formation théâtrale (Vlaamse Toneelopleiding) fondée à Anvers en 1946 par l'écrivain Herman Teirlinck et incorporée en 1995, en même temps que le Conservatoire royal flamand, au Collège universitaire Artesis d'Anvers.
C'est principalement le département Spectacle vivant, appelé aussi petite académie d'art, qui a formé des dizaines de chanteurs, d'artistes de cabaret, de comédiens et d'autres artistes de scène ou de télévision.

## Principaux artistes issus du Studio

### Studio théâtral Herman Teirlinck
- 1948 : Bert Struys, le premier diplômé
- 1949 : Tone Brulin, Jef Burm, Roger Coorens, Ward de Ravet, Bertha Pauwels, Ketty Van de Poel, Dora van der Groen, Paul Van Roey
- 1950 : Marc Leemans, Andrée Lombaerts, Lydia Bruggeman
- 1951 : Denise De Weerdt (nl), Jeanne Geldof, Dries Wieme, Willy Vandermeulen
- 1952 : Julien Schoenaerts, Paul S'Jongers
- 1953 : Etienne Debel, Jo Dua, Mimi Peetermans, Ray Verhaeghe
- 1955 : Jeanine Bernaus, Mart Gevers, Suzanne Juchtmans
- 1956 : Bob Löwenstein, Nora Sneyers, Robert Van Eeckert, Martin Van Zundert
- 1957 : Wies Andersen, Yolande Markey
- 1958 : Julienne De Bruyn, Alfons Goris, Yvonne Mertens
- 1959 : Leo Beyers, Raymond Bossaerts, Rik Hancké
- 1960 : Lydia Billiet, Karel Carolus, Els Cornelissen, Emmy Leemans, Hilde Uitterlinden, Jef Van Dyck
- 1961 : Josée Bernaus, Rik Gyles, Marc Janssen, Guido Maeremans, Walter Tillemans, Mieke Verheyden
- 1962 : Marcel Debie, Geert Lunskens, Ivo Pauwels, Arlette Ronsmans, Bernard Verheyden
- 1963 : Jo Coppens, Dirk Decleir, Simone Pierry
- 1964 : Frank Aendenboom, Fred Robion, Rense Royaards, Denise Zimmerman
- 1965 : François Beukelaers, Jo Delvaux, Blanka Heirman, Godelieve Moorthamer, Greta Van Langendonck, Greta Verniers, Veerle Wyffels, Ralph Wingens
- 1966 : Lucienne Denutte, André Depauw
- 1967 : Bert André, Charles Cornette, Jan Decleir, Leo Madder, Lisette Mertens, Mike Verdrengh
- 1968 : Marc Bober, Hubert Damen, Jan Pauwels, Frieda Pittoors
- 1969 : Joost Boer, Sjarel Branckaerts, Dirk De Battist, Reinhilde Decleir, Herman Fabri, Stella Knaack, Jochem Royaards, Wim Scholiers, Ronny Waterschoot
- 1970 : Aimé Anthoni, Martin Gyselinck, Jan Jaap Jansen, Eddy Spruyt, Achiel Van Lerberghe, Rik Van Uffelen
- 1971 : Lutgarde Pairon, Anne Peeters, Viviane Redant, Peter Strynckx, Paul Wuyts
- 1972 : Ronnie Commissaris, Geert De Jong, Herman Gilis, Noëlla Keymolen, Guy Sonnen, Roger Van Kerpel, Marieke van Leeuwen
- 1973 : Liesbeth D'Hondt, Lucas Dietens, Ludo Leroy, Rita Wouters
- 1974 : Serge Adrianssens, Jakob Beks, Johan Leysen, Erik Verschueren, Karel Vingerhoets
- 1975 : Hugo Maerten
- 1976 : Kristine Arras, Ingrid De Vos, Door Van Boeckel, Guusje Van Tilborgh, Jos Verbist, Rena Vets
- 1977 : Peter Gorissen, Marc Peeters
- 1978 : Ludo Busschots, Thalia De Leeuw, Elisabeth Van Dooren, Elfi Van Oeteren
- 1979 : Marc Coessens, Brigitte De Man, Ludo Hellinx, Erik Van Herreweghe
- 1980 : Stef Baeyens, Gene Bervoets, Marleen Merckx, Alida Neslo, Linda Schagen van Leeuwen, Ilse Uitterlinden, Guido Van Camp
- 1981 : Mieke De Groote, Johan Heestermans, Wim Langeraert, Els Olaerts, Carl Ridders, Dirk Roofthooft, Ben Rottiers, Loes Van den Heuvel, Hilde Van Mieghem, Luk Wyns
- 1982 : Brit Alen, Willem Carpentier, Ward Rooze, Rafaël Troch, Els Van de Werf, Ben Van Ostade
- 1983 : Annick Christiaens, Lieve Cools, Jo De Backer, Geert Defour, Kris De Volder, Daisy Haegeman, Norbert Kaart, Roger Meeusen, Nicole Persy, Marc Van Eeghem, Manuela Van Werde, Jean Verbert
- 1984 : Aafke Bruining, Goele Derick, Anne De Wilde, Vera Müller, Gert Portael, Caroline Rottier, Peter Van Asbroeck, Lucas Van den Eynde, René Van Sambeek, Jean-Paul Van Steerteghem, Katelijne Verbeke
- 1985 : Erik Burke, Bien de Moor, Annick Segal
- 1986 : Yves Bombay, Herbert Bruynseels, Christel Domen, Els Dottermans, Veerle Eyckermans, Victor Löw, Anne-Marie Picard, Anne-Mieke Ruyten, Elsemieke Scholte, Guy Van Sande
- 1987 : Koen De Bouw, Hilde Heijnen, Karlijn Sileghem, Ann Tuts, Antoine Van der Auwera
- 1988 : Bert Cosemans, Helga Demeyere, Karina Geenen, Ina Geerts, Ann Hendriks, Rudi Morren, Vera Puts
- 1989 : Stany Crets, Günther Lesage, Leontien Nelissen, Michael Pas, Ann Pira, Marcel Royaards, Peggy Schepens, Peter Van Den Begin, Tine Van den Brande, Inge Van Olmen
- 1990 : Bettina Berger, Robert de la Haye, Pieter-Jan De Smet, Koen De Sutter, Veerle Dobbelaere, Herwig Ilegems, Mark Stroobants, Reinhilde Van Driel
- 1991 : Anouk David, Anne Denolf, Wim Oris, Simone Peeters, Helena Vanloon, Hans Van Cauwenberghe, Christel Van Schoonwinkel
- 1992 : Twiggy Bossuyt, Ann Ceurvels, Elke Dom, Gert Lahousse, Hugo Metsers Jr., Wim Opbrouck, Anja Van Riet, Wim Willaert
- 1993 : Katrien De Becker, Johan Heldenbergh, Tania Poppe, Lukas Smolders, Anne Somers, Fania Sorel, Margot Van Doorn
- 1994 : Sophie Decleir, Joke Devynck, Lorenza Goos, Ivan Pecnik, Wim Stevens, Ariane Van Vliet, Katrien Vandendries, Jan Van Hecke
- 1995 : Koen De Graeve, Peter Michel, Ramsey Nasr, Sally-Jane Van Hoorenbeeck
- 1996 : Vivian Bastiaensen, An Miller, Victor Peeters, Peter Seynaeve, Koen Van Kaam, Kristine Van Pellicom
- 1997 : Tine Embrechts, Wouter Hendrickx, Rebecca Huys, Stefan Perceval, Adriaan Van den Hoof
- 1998 : Veva De Blauwe, Tom Dewispelaere, Brechtje Louwaard, Inge Paulussen, Ben Segers, Stijn Van Opstal, Geert Van Rampelberg, Sara Vertongen
- 1999 : Ruth Becquart, Marij De Nys, Sandrijn Helsen, Myriam Mulder, Eva Schram

### StudioSpectacle vivantHerman Teirlinck
- 1972 : Luc Appermont, Luc Bral, Liliane Dorekens, Nicole Hendrickx, Harry Mertens, Rik Moens, Connie Neefs, Willy Velleman
- 1973 : Mia Grijp
- 1974 : Wim Huys, Paula Stulemeyer, Luk Willekens
- 1976 : Herman Mariën
- 1977 : Marjolein De Wijs, Linda Lepomme, Magali Uytterhaegen
- 1978 : Peter Jonkcheer
- 1979 : Marc De Coninck
- 1980 : Hildegard De Buck, Ingrid Pollet
- 1981 : An Peters, Mitta Van der Maat, Nicole Vander Veken, Kattie Van Hoof,
- 1982 : Karin Jacobs, Nicky Langley, Marc Lauwrys, Igo Van Hoof
- 1983 : Paul Carpentier, Geert Vermeulen
- 1984 : Karin Tanghe, Alexandra van Marken
- 1985 : Christine Bosmans, Marijke Hofkens, Werner Welslau
- 1986 : Anouk Ganzevoort, Vera Mann, Chiel Van Berkel
- 1987 : René Vanhove
- 1988 : Stef Bos, Saskia Bosch, Myriam Bronzwaar, Rudi Genbrugge, Peter Reyn, Ingeborg Sergeant, Bart van den Bossche, Bieke Van Melkebeek
- 1989 : Ann De Winne, Jean-Marie De Smet, Erik Goossens, Jan Goosens
- 1990 : Els de Schepper, Ariadne Van Den Brande, Pieter van der Sman, Hans Wellens
- 1991 : Claude De Burie, Bas Heerkens, Paul Maes, Pascale Michiels, Hilde Vanhulle, David Verbeeck
- 1992 : Hilde De Roeck, Ingrid Dullens, Daisy Thijs, Tom Van Landuyt, Dominique van Vliet, Lenneke Willemsen
- 1993 : Ilse Bertels, Brecht Callewaert, Kristien Coenen, Jeroen Maes
- 1994 : Esmé Bos, Nathalie De Scheppe, David Davidse, Pieter Embrechts, Mireille Vaessen, Louis van Beek, Bart Voet
- 1995 : Tina De Rous, Gerdy Swennen
- 1996 : Steve Beirnaert, Jorgen Cassier, David Dermez, An Pierlé, Tine Reymer
- 1997 : Tiny Bertels
- 1998 : Nele Bauwens, Dahlia Pessemiers
- 1999 : Stijn Cole, Nele Goossens